# Nowy Świat (powiat kościański)
Nowy Świat – osada w Polsce położony w województwie wielkopolskim, w powiecie kościańskim, w gminie Śmigiel, na terenie Pojezierza Krzywińskiego.
Folwark Nowy Świat liczył pod koniec XIX wieku 1 domostwo i 16 mieszkańców. Administracyjnie podlegał Żegrowu. W latach 1975–1998 miejscowość należała administracyjnie do województwa leszczyńskiego.